# Dictator
A dictator volt a Római Köztársaság legfőbb rendkívüli tisztviselője.  Tetteiért nem lehetett felelősségre vonni hivatali idejének letelte után sem. Hivatalos megnevezése magister populi (a nép vezetője) volt, azonban a köznyelv hamarosan áttért a latin eredetű kifejezés használatára, mely több városban főtisztviselőt jelölt (Lanuviumban például még Cicero korában is).
Szintén dictatornak neveztek bizonyos tisztviselőket, akiknek azonban rövid időtartamú, konkrét megbizatásokat adtak (perek lefolytatása, népgyűlés összehívása, ünnepségek rendezése), ezek azonban nem képviseltek nagy jelentőséget.

## A dictatorválasztás
A dictatort súlyos veszély esetén a senatus kezdeményezésére és felhatalmazására az egyik consul nevezte ki. Legfeljebb 6 hónapig maradhatott hivatalban, és teljhatalmat gyakorolt. Köteles volt helyettest (magister equitum) választani, akit vagy ő maga, vagy a senatus jelölt ki. A dictatorhelyettesi címből (lovasparancsnok) következtethetünk arra, hogy kezdetben a dictator a gyalogos legiókat, míg helyettese a lovasságot vezette. A magister equitum teljes jogú helyettese volt a távollévő dictatornak.
Míg viselte hivatalát, a többi magistratus megőrizte funkcióját, azonban a dictator alárendeltjei lettek.
A Kr. e. 5. század második felében többször előfordult, hogy a főhatalmat nem consulok, hanem consuli hatalommal felruházott katonai tribunusok (tribuni militum) gyakorolták. Ezek csak az auguri testület jóváhagyásával nevezhettek ki dictatort. Később Lucius Cornelius Sulla interrex és Julius Caesar praetor által történt kinevezése teljességgel szabályellenes, jogtalan volt.
A dictator személyére feltehetően javaslatot tett a senatus, azonban a kinevezést végrehajtó consul maga döntötte el, hogy kire ruházza a főhatalmat. Hogy melyik consul szerepe volt a kinevezés, arról a források eltérő információkat közölnek, ezért valószínűleg nem létezett szabályozás (talán sorsolással dőlt el, esetleg megegyeztek). Mindenesetre a senatus a legtöbbször a könnyebben elérhető consult kérte fel, de amennyiben mindkettő Róma (később Itália) területén kívül tartózkodott, nem lehetett szó kinevezésről. Amikor Kr. e. 217-ben a Trasimenus-tónál vereséget szenvedtek a rómaiak Hannibal pun hadaitól, és a két consulról nem érkezett hír, a nép prodictatort választott Quintus Fabius Maximus személyében, mivel valódi főtisztviselőt csak a consulok iktathattak be.

## A dictatori hatalom korlátai
A dictatort több szabályozás is megakadályozta abban, hogy tartós egyeduralomra törjön: először is a féléves hivatali korlát, melynek letelte után különleges jogkörei megszűntek. A dictatornak nem volt beleszólása a pénzügyekbe, csak abból a pénzmennyiségből gazdálkodhatott, amit a senatus kiutalt számára. Itáliát sem hagyhatta el. Rómában nem közlekedhetett lóháton, kizárólag a senatus jóváhagyásával – feltehetően azért volt szükség erre a szabályozásra, hogy a hajdani királyi előjog ne szédítse meg az amúgy is óriási hatalommal bíró dictatort.

## A dictatori hatalom szimbólumai
A dictator 24 lictorral rendelkezett, akik még a főváros területén is a bárdos fascest hordozták előtte. A hajdan királyokat, majd főbb magistratusokat megillető sella curulison foglalt helyet, és toga praetextát viselt.

## Az első dictator
Amikor Kr. e. 510-ben elűzték Tarquinius Superbust Róma városából, az egyeduralom kialakítását megakadályozandó két consult bíztak meg a főhatalom (imperium maius) gyakorlásával, akik így kölcsönösen ellenőrizték egymást. Azonban hamarosan nyilvánvalóvá vált, hogy egyes válsághelyzetekben célszerű egy kézbe helyezni az irányítást a gyorsabb és hatékonyabb intézkedések érdekében. Így aztán nagyon hamar, már Kr. e. 501-ben a dictatura bevezetésére került sor. Az első dictator személye és megválasztásának oka nem teljesen biztos: egyes források szerint a megtiszteltetés Titus Larciust, az egyik consult, míg mások szerint bizonyos Manlius Valeriust illette. Az okok között a fenyegető latin háború, a plebeiusok megmozdulásai és a consulok Tarquinius-pártisága szerepel.
A dictatorok kezdetben természetesen csak a patriciusok közül kerülhettek ki. Először Kr. e. 356-ban nevezett ki Marcus Popillius Laenas consul plebejus dictatort Caius Marcius Rutilus személyében.

## Kivételek, sajátos esetek
- Egyetlen dictatort vontak felelősségre hivatali évében elkövetett visszaélések miatt, mégpedig Veii elfoglalóját, Marcus Furius Camillust, akit öt évvel később, Kr. e. 391-ben Lucius Appuleius tribunus vádolt meg a hadjárat során szerzett zsákmány igazságtalan elosztásáért.

A pun háborúk idején többször áthágták a szabályokat:
- Az első pun háborúban Aulus Atilius Calatinus dictator elhagyta Itáliát, Kr. e. 249-ben ugyanis Szicíliában harcolt a punok ellen.
- A második pun háborúban prodictatornak kikiáltott Fabius Maximust elfogadták dictatornak, azonban halogató taktikája a senatorok és a nép ellenkezését váltotta ki, hiába bizonyult eredményesnek Hannibal fáradó hadaival szemben. Még Fabius Cunctator („Halogató”) helyettese, a magister equitum Marcus Minucius Rufus is a parancsnok ellen fordult, és kiharcolta, hogy a senatus egyfajta társdictatorrá tegye, azaz ugyanolyan jogköröket birtokoljon, mint Fabius. Minucius hamarosan kudarcot vallott, és idő előtt lemondott, Fabius viszont mind a hat hónapot teljesítette.
- Nem sokkal ezután történt, hogy megszegték azt a szabályt, mely szerint egyszerre csak egy dictator lehet hivatalban: a cannaei csata (Kr. e. 216.) után Marcus Fabius Buteo mellett Marcus Junius Pera is dictatori kinevezést kapott a senatusban megüresedett székek feltöltésére. A különleges helyzet nem egészen egy napig tartott, ugyanis Fabius lemondott a hagyományokra való tekintettel.

## A dictatura vége
Marcus Junius Pera volt az utolsó főhatalommal bíró dictator, az utolsó „egyéb feladatra kinevezett” dictatort Kr. e. 202-ben iktatták be. Ezek után nagy veszély esetén a consulokat ruházták fel dictatori hatalommal, a cím azonban megszűnt. Csak Sulla újította fel Kr. e. 81-ben, amikor megszerezte Rómát, azonban semmi sem jogosította fel a rangra, kinevezése pedig szabályellenes volt, ráadásul példátlan módon örökös dictatori címet kapott. Ugyanez a helyzet Julius Caesar esetében is, akinek halála után, Kr. e. 44-ben Marcus Antonius consul javaslatára hivatalosan is eltörölték a dictatori címet. Utóbb felajánlották Augustusnak, ő azonban nem fogadta el, tekintettel Sulla rossz emlékére.